# Spielzeugland
Spielzeugland ("Terra de brinquedo" em português) é uma curta-metragem alemã, escrita, produzida e dirigido por Jochen Alexander Freydank.

## Sinopse
O curta-metragem se passa no ano de 1942, durante a Segunda Guerra Mundial, na Alemanha Nazista. Os meninos Heinrich e David moram no mesmo prédio e praticam piano juntos. A família Silberstein de David, que é judia, será deportada a qualquer momento. Marianne explica a seu filho Heinrich que seu amigo irá para Spielzeugland (terra de brinquedo) e ele insiste em acompanha-los, quando na verdade, os Silberstein seriam deportados para um campo de extermínio.
Mesmo sem a concordância da mãe, no dia da deportação, Heinrich foge e tenta ir junto embarcando num caminhão, mas não consegue. Marianne não encontra o filho em casa e vai a sua procura até alcançar o trem, junto com oficiais da SS. Ao ser aberto o vagão, não encontra Heinrich mas os Silberstein estão lá. Ela chama David como se fosse Heinrich, que é retirado do trem.
Marianne leva David para sua casa, e encontra Heinrich lá. Marianne assume agora o papel de cuidar de David e de Heinrich.
O filme termina com David e Heinrich tocando piano juntos, já idosos.

## Elenco
- Julia Jäger.......Marianne Meissner
- Cedric Eich.......Heinrich Meissner
- Tamay Bulut Özvatan.......David Silberstein
- Torsten Michaelis.......Sr.Silberstein
- Claudia Hübschmann.......Sra.Silberstein
- David C. Bunners.......Obersturmführer
- Gregor Weber.......SS-Werner

## Principais prêmios e indicações
- Ganhou o Oscar de Melhor Curta-Metragem em 2009.